# Dehiscensicoris sanctus
Dehiscensicoris sanctus (лат.) — ископаемый вид клопов, единственный в составе монотипического рода †Dehiscensicoris (†Yuripopovinidae, Heteroptera). Северо-восточный Китай. Обнаружен в отпечатках нижнемеловой Yixian формации в западной части провинции Ляонин.

## Описание
Мелкие клопы, длина 8,70—8,91 мм (самцы), 8,42—8,73 мм (самки); основание головы образует шею, усики длиннее головы, тело в 3 раза длиннее своей ширины, пронотум и скутеллюм плотно пунктированные. Голова шире, чем половина переднеспинки, глаза большие, круглые, глазки развиты, рострум 4-сегментный, усики 4-члениковые, первый сегмент короткий, слегка превосходящий вершину головы; скутеллюм мелкий и треугольный, комиссура булавы отсутствует. Жилка C на переднем крае кориума образует узкий и утолщённый край, задний край кориума с волнообразный, жилки на мембране слабо лентообразные; формула лапок 3-3-3, коготки с пульвиллами; брюшко с широким коннексивумом.

## Систематика
Вид был впервые описан в 2016 году китайскими энтомологами Sile Du, Yunzhi Yao, Dong Ren (Key Lab of Insect Evolution & Environmental Changes, Capital Normal University, Пекин, Китай) и Weiting Zhang (Geoscience Museum, Hebei GEO University, Shijiazhuang). Таксон включён в состав полностью вымершего семейства †Yuripopovinidae (=Dehiscensicoridae) из инфраотряда Pentatomomorpha.